# 互惠生
互惠生（法語：Au Pair），意思是“平等的”和 “互惠的”，又譯互裨生。加入計劃的青年與寄住家庭在一個互惠互利的關係上生活。寄住家庭為互惠生提供一切生活所需，每月更會給予他們零用。相反地，學生則為家庭照顧孩子做簡單的家務。互惠生一般是年輕的女孩子，有時候是年輕的男孩子，被寄住家庭視為家庭成員之一。在計劃期內，學生與家庭對於對方的文化都需要給予尊重和容忍。

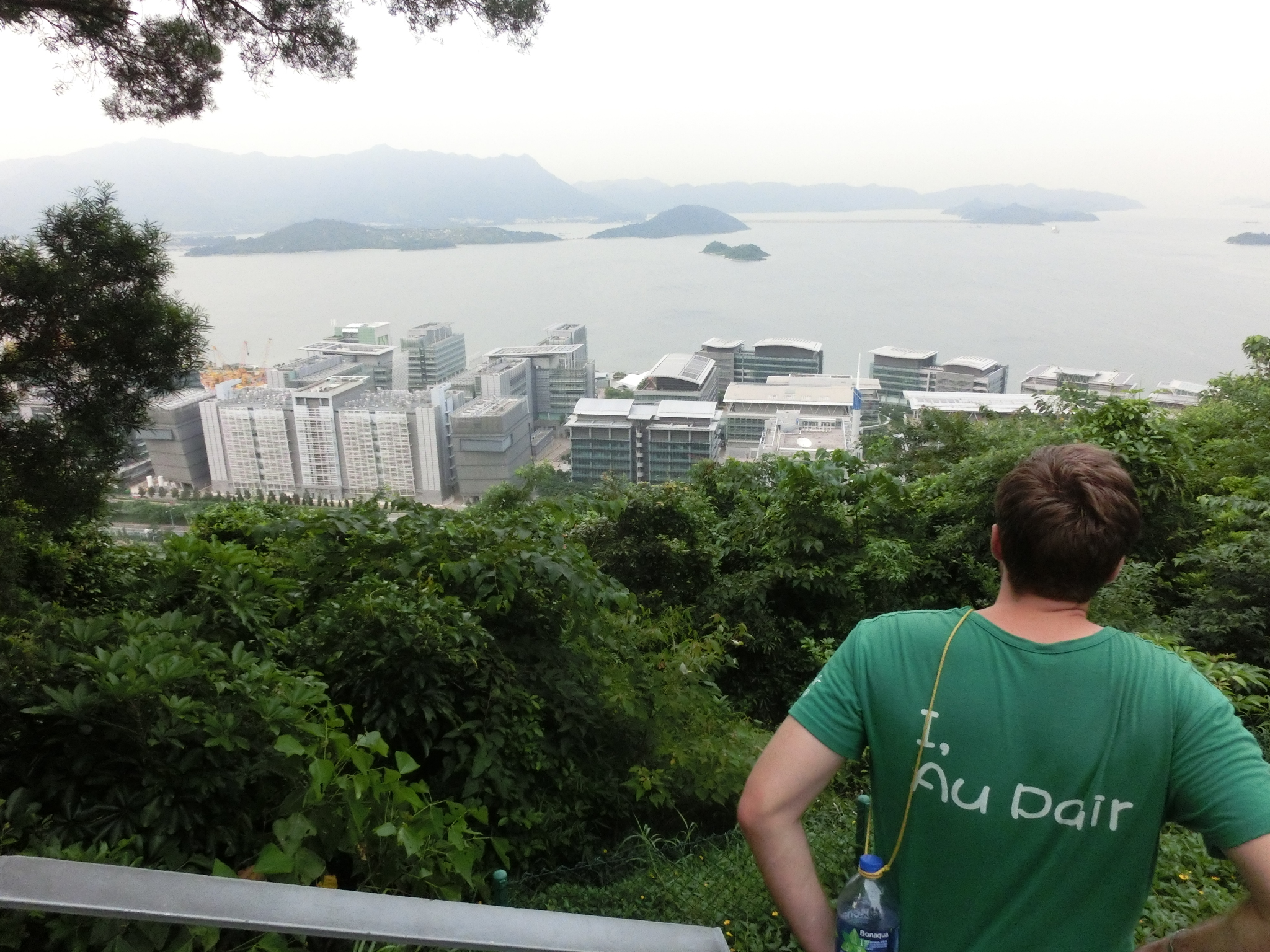
互惠生 Au Pair

## 安排
互惠生計劃通常安排一名十七至三十歲的未婚青年以家庭成員的身分寄住到當地家庭，為期最長兩年。互惠生為寄住家庭打理家務，以時數計算，一般須達到每星期兩天。寄住家庭則提供一間獨立房間和合理的津貼。直至2005年，在英國，每星期的津貼約為五十五英磅。
歐洲議會曾建議每一位互惠生需與寄住家庭訂立一份正式協議。

## 待遇
寄住家庭應把互惠生視為家庭成員，在對等的地位上生活。雖然雙方對互惠學生的身分常有誤解，但無論在任何情況下，學生都不應被視作傭工，或被要求穿上制服。當然，互惠生也應履行其義務，為寄住家庭打理家務，或是完成其他在雙方同意的情況下所制訂的工作。
互惠生通常與寄住家庭一起進餐，並參與家庭聚會。有時候，尤其是在晚上，為了為寄住家庭留一點私人空間，互惠生會選擇留在房間休息和看電視，或與學校的同學出外遊玩。

## 個別國家

### 德國
互惠生是暫時的家庭成員之一，公平地彼此給予並各取所需。
- 期間：六個月到一年。
- 膳宿由寄住家庭免費提供。寄住家庭在家中提供附暖氣、合理家具的私人房間，也必須提供互惠生與家庭的聯繫（如：一起進餐）。
- 寄住家庭的語言：互惠生到德國是為了增進德文能力，因此寄住家庭必須說德文。
- 家事分擔的項目與時間長短：每週分擔家事最長30小時，每天不得超過六小時，含照顧孩童。工作項目包括：照顧孩童、簡單家務（如：準備簡單餐點、燙衣服等等）。
- 寄住家庭負擔費用：每月零用金260歐元、疾病險、意外險、責任險；當局或寄住家庭要求的醫療檢查費用；互惠生到離家最近，適合互惠生的語言學校所需交通費。
- 休假：在職每個月兩天假（不含星期天）。公定節日原則上放假，或以補假方式休假。
- 休閒：每週休連續一天半的假，每個月至少一次須在週末。每週至少休息四個晚上。
- 辭職：必須在14天前提出。解約必須書面行之。

### 英國
在英國，互惠生必定為以下國家的國民：安道爾共和國、法羅群島、羅馬尼亞、波斯尼亞-黑維哥維那、格林蘭島、聖馬利諾、保加利亞、馬其頓共和國、土耳其、克羅埃西亞或摩納哥。雖然歐盟的國民並未被納入計劃之內，但仍可自由參與計劃，在英國當一名互惠生。
波斯尼亞-黑維哥維那、保加利亞、克羅埃西亞共和國、馬其頓、羅馬尼亞和土耳其的國民須向英國大使館預先申請簽證。
互惠生簽證的申請人必須是未婚和沒有撫養親屬; 在英國逗留期不可超過兩年，並能證明無須依賴公共援助，仍有足夠經濟能力維持生活。申請人除非被安排到新的寄住家庭當互惠生，否則，在計劃結束後必須返回所屬國家。

### 美國
美國的互惠生計劃成立於1986年。參加者被安排到美國家庭寄住至少一年，一年過後可延長6、9、12個月，期間除替家庭的父母照顧小孩子外，還要利用餘閒在附近社區大學選修與美國文化有關的課程六個學分。在計劃完結後，互惠生便要返回自己的國家。
美國為互惠生計劃制定了規則。寄住家庭必須為參加者提供：
1. 私人房間
2. 膳食
3. 合符最低工資每周199美元的零用錢(2015年)
4. 每周最少一日半的休息日，和每月至少一次六日的週末假期
5. 兩星期有薪假期
6. 500美元以繳付交換學生修讀美國文化有關課程的費用
7. 互惠生每天不應工作超過10小時或每星期45小時，更不可被視作家庭僱工。
8. 任何一個國籍的人士，除北韓外，均可申請美國的互惠生計劃。

申請條件
- 申請人士必須介符18至26歲
- 有不少於六個月照顧孩子的經驗
- 持有駕駛執照
- 願意留在美國至少12個月，並每星期為寄住家庭照顧孩子不多於45小時
- 具有中學或以上的學歷
- 英語流利
- 沒有犯罪紀錄
- 之前沒有在美國參加過互惠生計劃

### 挪威
申請條件
- 申請人士必須與前往之寄宿家庭簽契約
- 申請人須持有合法挪威簽證

注意：
來自不屬於歐盟/歐洲經濟區/歐洲自由貿易區的國家的互惠生在進入挪威之前需要申請居住/工作許可證。 申請過程將需要8-10周，因此必須提前提交文件。
對於來自非歐盟/歐洲經濟區/歐洲自由貿易區國家的申請人，申請費用為8.400挪威克朗。
根據工作假期計劃，來自澳大利亞，新西蘭和加拿大的互惠生可以在挪威成為互惠生。
來自菲律賓的公民通常需要簽證才能進入挪威。 工作/居住許可證不足以使他們成為挪威的互惠生。

### 芬蘭
互惠生覆行其義務，為寄住家庭打理簡單的家務，每天六小時，一星期五天。互惠生有私人房間，免費食宿，及每月相等於252歐元（法訂最低工資）的生活津貼。此外，為了讓互惠生更容易適應芬蘭生活，並加強他們與孩子的溝通，寄住家庭會為互惠生安排芬蘭語言課程。芬蘭的互惠生計劃比較有彈性，若寄住家庭需要互惠生工作超過規定的三十小時，則額外支付每小時5歐元。互惠生每六個月可享有一星期的有薪假期，更可選擇逗留少於十二個月。

## 外部連結
- AuPair.com 在线互惠生平台 （页面存档备份，存于）
- 文化互惠生資料補給站 （页面存档备份，存于）

1. ↑  au-pair - 必应词典
2. ↑  .   [2023-10-17]. （原始内容存档于2021-11-27）.
3. ↑  .   [2023-10-17]. （原始内容存档于2021-11-27）.